# Ikakogi
Az Ikakogi a kétéltűek (Amphibia) osztályába és  a békák (Anura) rendjébe és az üvegbékafélék (Centrolenidae) családjába tartozó nem. 

## Elterjedésük
A nembe tartozó fajok Kolumbiában, Magdalena és La Guajira megyékben, a Sierra Nevada de Santa Marta hegység párás erdeiben, 950–1790 m-es tengerszint feletti magasságon honosak.

## Taxonómiai helyzete
A faj eredeti leírói az Ikakogi nemet incertae sedis státuszúként sorolták be a Centrolenidae családon belül, mivel nem tudták a taxont sem a Centroleninae, sem a Hyalinobatrachiinae családba sorolni. Más kutatók későbbi elemzésekben kevés adat alapján a taxon Centroleninae-be való besorolását javasolták. Egy 2014-ben megjelent tanulmány felvetette, hogy ez a nem a Hyalinobatrachiinae + Centroleninae testvértaxonja.

## Rendszerezés
A nembe az alábbi fajok tartoznak:
- Ikakogi ispacue Rada, Dias, Peréz-González, Anganoy-Criollo, Rueda-Solano, Pinto-E., Mejía Quintero, Vargas-Salinas, & Grant, 2019
- Ikakogi tayrona (Ruiz-Carranza & Lynch, 1991)